# Montecoral
Montecoral est une ville de l'Uruguay située dans le département de Florida. Sa population est de 98 habitants.

## Population
| Année | Population |
| ----- | ---------- |
| 1963  | 143        |
| 1975  | 154        |
| 1985  | 97         |
| 1996  | 89         |
| 2004  | 98         |

Référence,.